# Кызылкумский артезианский бассейн
Кызылку́мский артезианский бассейн — скопление подземных вод на территории Кызылординской и Туркестанской областей, между городами Каратау и Аральск. Небольшая часть южной стороны входит в Узбекистан. Площадь казахстанской части составляет 115 тыс. км². Грунтовые воды распространены в передвижных конусах, на склоне горы, в поймах реки, у равнин, в сыпучих песках Кызылкума. Имеет тесную связь с пластами периода бор, сенон, турон, сеноман, альб. В составе каждого из них встречается несколько слоёв песка, песчаника. Толщина в центральной впадине от горы 30—300 м, глубина меняется от 20—30 м до 1770 м. Производительность изверженной воды, выходящей из скважины, которая выкопана в центральной впадине, колеблется между 2— 70 л/с, температура 30—50°C. По геотехническому прогнозу, в самой глубокой части впадины Арыс температура воды доходит до 100—110*С, её приблизительный полезный ресурс 240 м³/с. Химический состав и солёность вод меняется по мере отдаления от горных склонов. В районах г. Каратау вода, распространившаяся в пластах бора, пресная (солёность 0,2—0,4 г/л), состав гидрокарбонатно-кальциевый. Ближе к Аральскому морю увеличивается солёность воды. Пресные воды в пластах бора, антропогена употребляются в виде столовой воды и для орошения.